# Asteromyzostomum witjasi
Asteromyzostomum witjasi är en ringmaskart. Asteromyzostomum witjasi ingår i släktet Asteromyzostomum, och familjen Myzostomidae. Arten har ej påträffats i Sverige.